# V-Rally
V-Rally (känt som Need for Speed: V-Rally i Nordamerika) är ett racingspel i rallymiljö från 1997 i NFS-serien. Spelet utvecklades till Playstation av Eden Games och släpptes av Infogrames. Spelet innehåller tio olika banor och 11 bilar.

## Bilar
- Peugeot 106
- Citroen Saxo
- Skoda Felicia
- Nissan Almera
- Seat Ibiza
- Toyota Corolla
- Renault Maxi
- Peugeot 306
- Ford Escort
- Mitsubishi Lancer
- Subaru Impreza